# Galeria Rusz

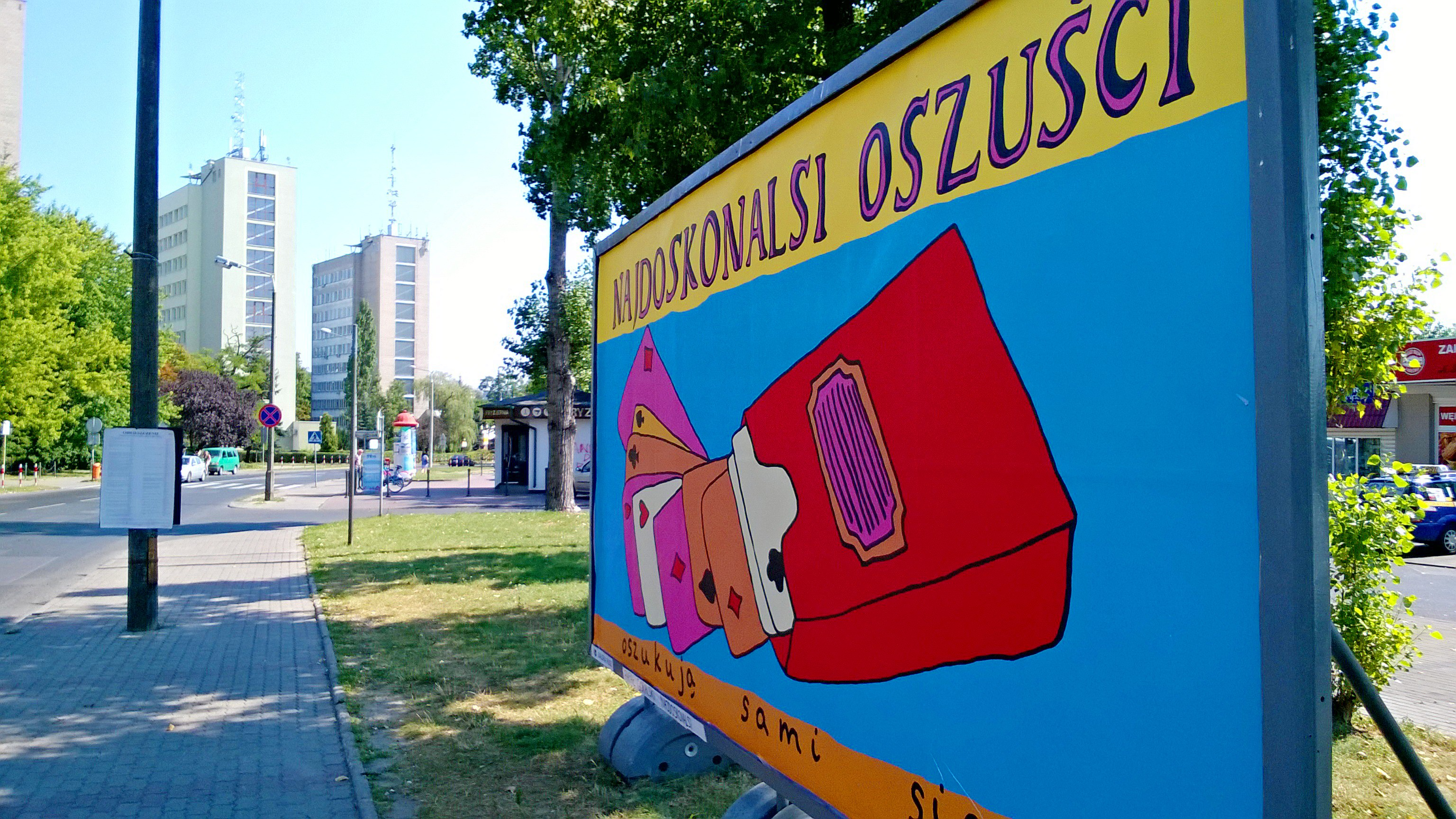
Bilbord Galerii Rusz przy Szosie Chełmińskiej (sierpień 2015)

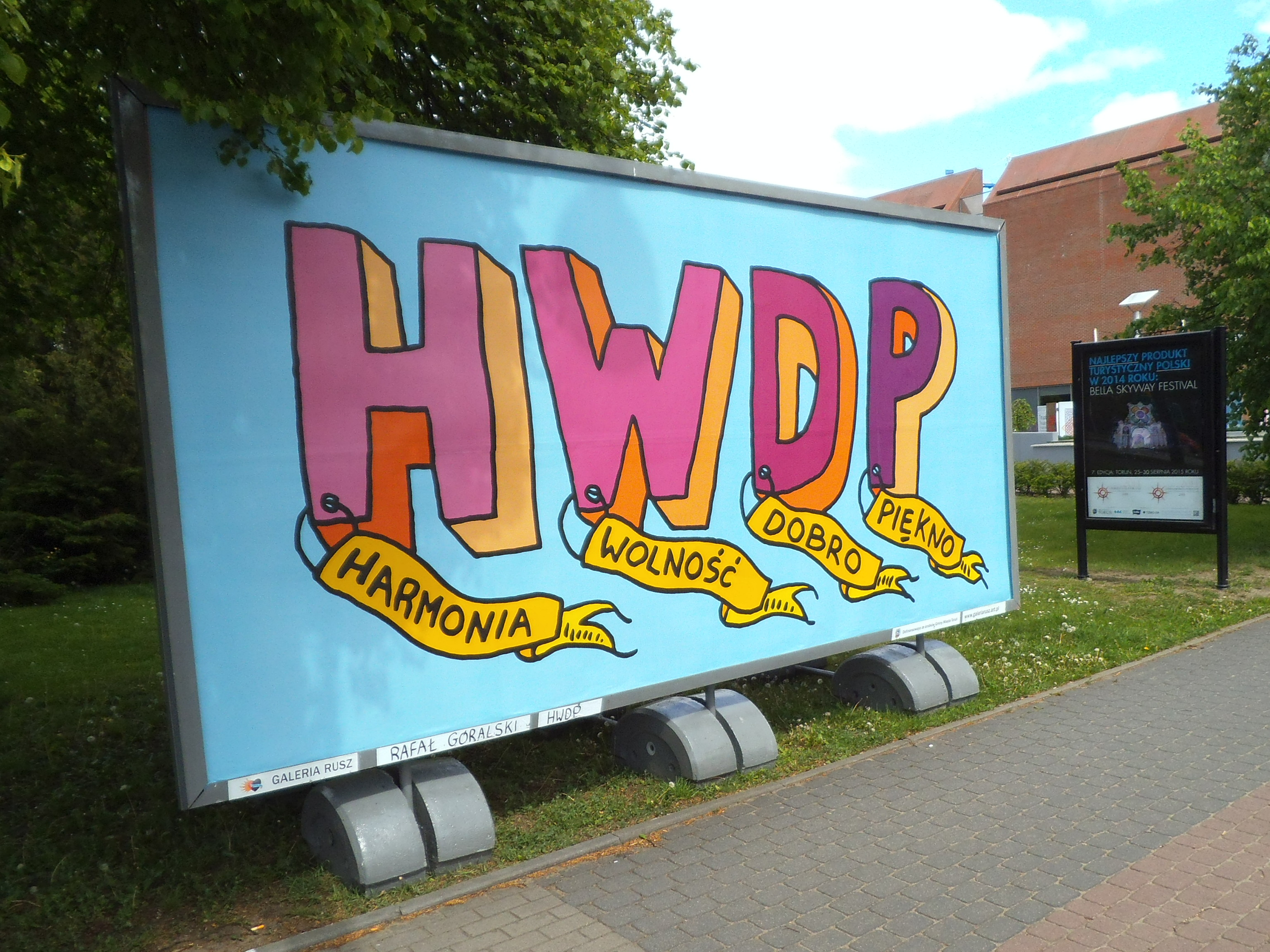
Bilbord Galerii Rusz przy Centrum Sztuki Współczesnej (maj 2015)

Galeria Rusz – grupa artystyczna założona w 1999 roku przez Joannę Górską, Wojciecha KIWI Jaruszewskiego i Rafała Góralskiego, specjalizująca się przede wszystkim w kreowaniu i prezentacji sztuki w przestrzeni miejskiej.

## Charakterystyka
Od 1999 roku prowadzi własną galerię billboardową przy Szosie Chełmińskiej 37 w Toruniu (na tablicy udostępnionej bezpłatnie przez AMS). Jest to najdłużej działający projekt tego typu na świecie, prezentujący non-stop sztukę na tym samym nośniku. Grupa prezentowała też swoje prace na tablicy przy ul. Różanej, na słupie ogłoszeniowym firmy Nowa i na przenośnych billboardach w Toruniu i innych miastach.
Grupa poza billboardami tworzy murale, realizuje akcje plakatowe, przeprowadza interwencje oraz akcje społeczne w przestrzeni miasta, a także jest kuratorem wystaw zewnętrznych artystów. Galeria Rusz jest pomysłodawcą i organizatorem Międzynarodowego Festiwalu Sztuki na Billboardach Art Moves.
Ideą grupy jest silne przekonanie, że sztuka jest czymś poRUSZającym, dlatego stara się ją transferować w codzienność i traktować jako doskonałe medium rezonansowe, dzięki któremu może zmierzyć się z tematami ważnymi dla współczesnego człowieka. Dzięki systematycznym wysiłkom prowadzących Galerię artystów udało się stworzyć miejsce unikatowe w skali światowej, dynamiczną przestrzeń sztuki ukierunkowaną na człowieka i międzyludzką komunikację. Działania te stały się bardzo ważnym eksperymentem społecznym na pograniczu sztuki, sfery publicznej i komunikacji wizualnej. Wniosek płynący z tego eksperymentu jest taki, że sztuka może nawiązywać kontakt z widzem i jest dla widza istotna.
Do 2004 roku członkiem Galerii Rusz był Wojciech Jaruszewski.

## Wystawy
- Na zewnątrz, Łaźnia Gdańsk, Bunkier Sztuki Kraków, 2001
- Rozpoznanie, Galeria Wozownia, Toruń, 2003
- Sztuka w mieście, Zachęta Narodowa Galeria Sztuki Warszawa, Bunkier Sztuki Kraków, BWA Wrocław, Arsenał Białystok, 2004
- Miłość ci wszystko wybaczy, Galeria Dla... Toruń, 2005
- With love from young Polish artist!, UND Karlsruhe, 2006
- Postery post-ery, Muzeum Plakatu, Warszawa, 2006
- Patriotyzm jutra, Instytut Sztuki Wyspa, Gdańsk, 2006
- Rozbij szwajcarski bank, Galeria Dla..., Toruń, 2006
- Art Car Boot Fair, Londyn, 2007
- Spojrzenia 2007, Zachęta Narodowa Galeria Sztuki, Warszawa, 2007[1][2]
- Górska, Górecki, Góralski, Galeria Zero, Berlin, 2008
- Manual CC WERSJA 0.6: E-WYSTAWA[3] CSW Znaki Czasu, Toruń, 2008
- 5 Triennale Młodych, Centrum Rzeźby Polskiej, Orońsko, 2008
- To sztuka... BWA Galeria Sanocka, Sanok, 2008
- Heppen Transfer otwarcie, Galeria Heppen Transfer, Warszawa, 2008
- Artyści zewnętrzni – BWA Awangarda, Wrocław, 2008
- Art Moves Festiwal Sztuki na Billbordach, Toruń, 2008
- Ołowiany charakter, wystawa z okazji dziesięciolecia Galerii Rusz, Toruń, 2009
- II Międzynarodowy Festiwal Sztuki na Billbordach Art Moves, Toruń, 2009

## Nagrody
- 2007 – Nagroda Artystyczna Miasta Torunia im. Grzegorza Ciechowskiego za całokształt działalności
- 2007 – Wyróżnienie Marszałka Województwa Kujawsko-Pomorskiego w dziedzinie Kultura
- 2007 – Nominacja do Nagrody Fundacji Deutsche Bank „Spojrzenia 2007”
- Trzykrotne Stypendium Ministra Kultury i Dziedzictwa Narodowego
- Dwukrotne Stypendium Miasta Torunia